# 傅应祥
傅應祥（？年—？年），江西南昌府进贤县人，民籍。明朝政治人物。

## 生平
嘉靖元年（1522年）壬午科江西鄉試舉人，五年（1526年）丙戌科第三甲第九十四名進士，初授廣東南海县知县，历官四川成都府知府，升贵州按察司副使。